# 가와모촌 (니가타현)
가와모촌(川茂村)은 니가타현 하모치군·사도군에 설치되었던 촌이다. 현재의 사도시에 해당한다.